# Programme national de réduction des émissions de polluants atmosphériques
 (mai 2025).
Si vous disposez d'ouvrages ou d'articles de référence ou si vous connaissez des sites web de qualité traitant du thème abordé ici, merci de compléter l'article en donnant les références utiles à sa vérifiabilité et en les liant à la section « Notes et références ».
Le programme national de réduction des émissions de polluants atmosphériques (PREPA) ou Plan national de réduction des émissions de polluants atmosphériques est en France un document établi pour 5 ans puis réévalué et mis à jour si nécessaire pour s'adapter aux nouvelles exigences règlementaires et aux progrès réalisés. Il s'impose à certains documents d'aménagement du territoire.
Le PREPA fait partie des plans et programmes importants de la politique climat-air-énergie de la France, mais il ne concerne que quelques polluants atmosphériques qui doivent diminuer progressivement à l'horizon 2020, 2025 et 2030 :
1. dioxyde de soufre (SO₂)
2. oxydes d'azote (NOₓ)
3. ammoniac (NH₃)
4. composés organiques volatils non méthaniques (COVNM)
5. particules fines (PM 2.5).

## Origine et histoire
Le PREPA décline en France la directive 2001/81/CE,. 
Le premier PREPA a été lancé en juillet 2003. Elle visait à réduire les émissions de dioxyde de soufre (SO2), d'oxydes d'azote (NOx), de composés organiques volatils (COV) et d'ammoniac (NH3) pour de respecter à partir de 2010 certains plafonds d'émissoins annuelles (exprimés en kilotonnes, Kt).
À la suite d'une directive de 2016 (directive 2016/2284 du 14 décembre 2016 concernant la réduction des émissions nationales de certains polluants atmosphériques), un nouveau PRÉPA (2017) est lancé par la loi relative à la transition énergétique pour la croissance verte (LTECV, 2015) qui précise (article L. 222-9) qu'« afin d'améliorer la qualité de l'air et de réduire l'exposition des populations aux pollutions atmosphériques, des objectifs nationaux de réduction des émissions de polluants atmosphériques, à l'exclusion des émissions de méthane entérique naturellement produites par l'élevage de ruminants, sont fixés par décret pour les années 2020, 2025 et 2030. 
Au plus tard le 30 juin 2016, un plan national de réduction des émissions de polluants atmosphériques est arrêté par le ministre chargé de l'environnement afin d'atteindre ces objectifs en prenant en compte les enjeux sanitaires et économiques. 
Ce plan est réévalué tous les cinq ans et, si nécessaire, révisé (...) 
« Les objectifs et les actions du plan national de réduction des émissions de polluants atmosphériques sont pris en compte dans les schémas régionaux du climat, de l'air et de l'énergie ou dans les schémas régionaux en tenant lieu prévus à l'article L. 222-1 et dans les plans de protection de l'atmosphère prévus à l'article L. 222-4. » Il doit répondre aux exigences de la directive européenne 2016/2284 sur la réduction des émissions nationales de certains polluants atmosphériques. »
Les deux derniers PREPA sont :
- PREPA 2017-2021 : le premier plan a été adopté en 2017 et couvrait la période jusqu'en 2021 ;
- PREPA 2022-2025 : le plan actuel a été révisé pour la période 2022-2025.

## Fonction
Le PREPA fixe la stratégie nationale pour réduire les émissions de certains polluants atmosphériques majeurs, et ainsi respecter les engagements européens de la France à moyen et long terme dans le transport, le bâtiment, l'agriculture et l'industrie, dans plusieurs secteurs :
- industrie : le PREPA met à jour les exigences réglementaires et les contrôles afférents pour réduire la pollution  industrielle de l'air ;
- transport et mobilité : le PREPA encourage ou impose les mobilités actives et des transports partagés, la mise en place de zones à faibles émissions mobilité (ZFE-m) ;
- résidentiel-tertiaire : il incite à la rénovation thermique des logements et à la réduction des émissions de particules fines issues du chauffage au bois ;
- agriculture : le PREPA impose un recul progressif des matériels d'épandage émissifs (buses palettes) au profit de matériels plus vertueux (rampes à pendillards, injecteurs) ; l'enfouissement post-épandage rapide des fertilisants azotés ; le développement de l'utilisation de couvertures de fosses à lisier ; le développement de l'utilisation d'outils de pilotage pour adapter la dose d'azote apportée aux cultures ; d'autres mesures (sensibilisation, formation des professionnels et futurs professionnels à la qualité de l'air en agriculture).

## Aspect règlementaire
Plusieurs documents d'aménagement du territoire qui doivent prendre en compte le Plan national de réduction des émissions de polluants atmosphériques (PREPA) incluent :
- les Schémas Régionaux du Climat, de l'Air et de l'Énergie ou SRCAE, désormais inclus dans les SRADDET), qui définissaient les orientations régionales en matière de climat, d'air et d'énergie ;
- les plans de protection de l'atmosphère (PPA), qui concernent certaines zones où les niveaux de pollution dépassent les normes réglementaires et doivent également être alignés avec les objectifs du PREPA ;
- les Schémas de Cohérence Territoriale (SCoT) : Ces documents de planification stratégique à l'échelle intercommunale doivent prendre en compte les objectifs du PREPA pour assurer une cohérence dans l'aménagement du territoire ;
- les Plans Locaux d'Urbanisme (PLU) : les PLU, qui régissent l'utilisation des sols à l'échelle communale, doivent intégrer les objectifs du PREPA pour contribuer à la réduction des émissions de polluants atmosphériques ;
- les PCAET (plans élaborés par les Établissements publics de coopération intercommunale (EPCI) à fiscalité propre de plus de 20 000 habitants).

## Manques et critiques
Le PREPA ne porte que sur une infime partie des polluants présents dans l'air, mais massivement émis.
Certains experts estiment que les mesures prévues sont insuffisantes pour atteindre les objectifs de réduction des émissions. Les mêmes ou d'autres appellent à plus de financements pour un mise en œuvre plus efficace. Selon le ministre Christophe Béchu lançant le nouveau PREPA « Malgré des progrès au cours de ces 20 dernières années, la pollution de l'air continue à être un problème de santé publique majeur, surtout dans les zones très urbanisées, en causant près de 50 000 morts chaque année ».